# Germana Malabarba
Germana Malabarba, née le 19 novembre 1913 à Pavie et morte le 30 septembre 2002, est une gymnaste artistique italienne.

## Carrière
Germana Malabarba remporte aux Jeux olympiques d'été de 1928 à Amsterdam la médaille d'argent du concours général par équipes féminin avec Bianca Ambrosetti, Lavinia Gianoni, Luigina Perversi, Diana Pizzavini, Anna Luisa Tanzini, Carolina Tronconi, Ines Vercesi, Rita Vittadini, Virginia Giorgi, Luigina Giavotti et Carla Marangoni.